# Monument aux aviateurs et aérostiers tombés pendant la guerre
Le monument aux aviateurs et aérostiers tombés pendant la guerre, situé à Bruxelles (Belgique), est un mémorial dû au sculpteur Pierre de Soete érigé en reconnaissance et en mémoire des aviateurs morts pendant la Première Guerre mondiale.

## Historique
Originellement dressé sur un terre-plein à l'entrée du goulet place Louise et inauguré en 1926, le monument aux aviateurs et aérostiers tombés pendant la Première Guerre mondiale a été déplacé à l'entrée de l'avenue Franklin Roosevelt en 1972.

## Description
Le mémorial représente un groupe en bronze que nous devons au sculpteur Pierre de Soete, comprenant une figure féminine nue et ailée soutenant un homme mort. Il surmonte un haut piédestal en forme d'obélisque en petit granit, dessiné par l'architecte Jules Brunfaut et sur lequel est inscrit « Aux héros de l'air – 1914-1918 - Aan de Helden van de Luchtvaart ». À l'origine seule la mention en français figurait en bas-relief dans la pierre. Dans un deuxième temps le texte en néerlandais a été ajouté en lettres de bronze ; dans une troisième phase, le texte français a été meulé et lui aussi présenté en lettres de bronze, vraisemblablement pour que l'inscription soit lisible avec le même contraste dans les deux langues.
Sur la face gauche, sont inscrits les noms de : P. Anciau (lire Hanciaux, voir fin de la liste de la face droite), L. Artan de Saint Martin, A. Behaeghe, G. Boël, P. Braun de Ter Meeren, L. Bussy, J. Callant, M. Ciselet, R. Ciselet, L. Collignon, C. Coomans, W. Cornesse, J. de Bersaques, F. Dechamps, L. De Cubber, P. de Goussencourt, L. de Maelcamp d'Optaele, A. Demanet, Comte J. de Meeûs, P. de Melotte de Lavaux, C. de Montigny, J. De Mot, R. De Proost, J. de Roest d'Alkemade, G. De Ruyter, Baron F. de Woot de Trixhe, J. Dony, J. Dupont, S. Eeckstein (lire Eckstein), M. Evrard, R. Fanning, R. Galler, V. Gilles.
Sur la face droite, la liste continue : A. Gilson, A. Gisseleire, A. Glibert, J. Goethals, S. Gruber, L. Hallet, E. Herman, F. Jonniau, G. Kassel (lire Kasel), C. Kervyn de Lettenhove, R. Lagrange, P. Lebon, D. Malherbe, M. Martin, H. Michaux, J. Pauli, F. Pringiers, P. Rigaux, M. Roland, E. Roobaert (lire Robaert), R. Smits, J. Soumoy, G. Taccoen, L. Van Dyk, H. Van Geel, V. Van Stappen, C. Verbessem, A. Verhoustraeten, R. Vertongen, R. Vlieckx, G. Lamblotte, et P. Hanciau.
La face arrière porte les mentions : "Opgericht door de konijnklijke Aeroclub van België"  "Érigé par l'aéroclub royal de Belgique" et la date : VI-VI-MDCCCCXXVI (06/06/1926).